# Vetenskapsåret 1701

## Händelser

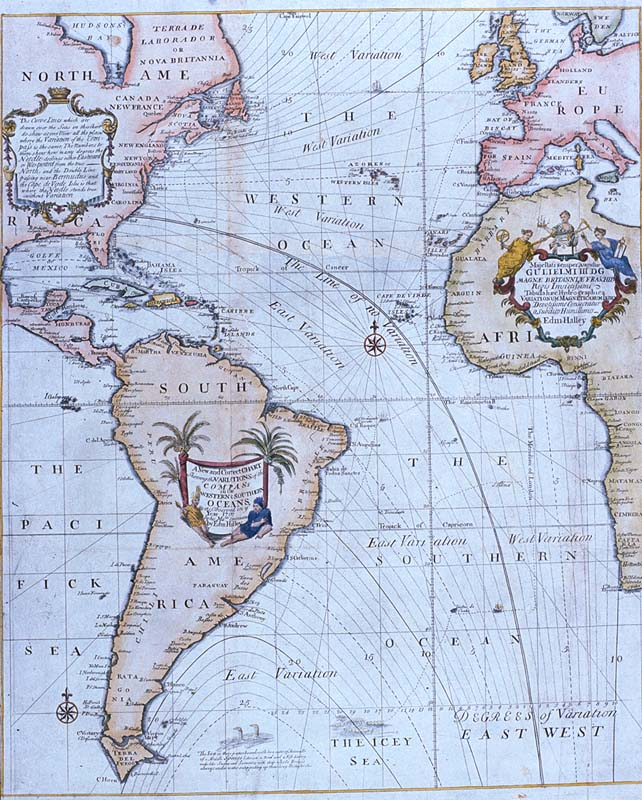
Halleys karta över missvisningen, bild från 1702.

- Jethro Tull uppfinner radsåmaskinen.
- Isaac Newton beskriver (i en anonym uppsats till Royal Society) en 3 fot lång glastermometer fylld med linolja.
- Olof Rudbeck börjar publicera sitt botaniska verk Campus Elysii.
- Edmond Halley publicerar General Chart of the Variation of the Compass om den magnetiska missvisningen för kompasser. Kartan över missvisningen var den första av sitt slag och använde sig av höjdkurvor för att visa skillnader.

### Fysik
- Okänt datum -  Joseph Sauveur myntar ordet acoustique (akustik).[1]

### Medicin
- Okänt datum -  Grekiske läkaren Giacomo Pylarini ympar barn med smittkoppor i Konstantinopel, i förhoppningen att förebygga smitta. [2]

## Födda
- 28 januari - Charles Marie de La Condamine (död 1774), fransk geograf.
- 14 maj - William Emerson  (död 1782), engelsk matematiker.
- 27 juni - Paul Jacques Malouin (död 1778), fransk fysiker och kemist.
- 27 november - Anders Celsius (död 1744), svensk astronom.

### Fotnoter
1. ↑  Pierce, Allan D. (1992). ”Acoustics is the Science of Sound”. http://www.wordinfo.info/words/index/info/view_unit/3390. Sauveur's original work was titled "Principes d’acoustique et de musique".
2. ↑  Serafini, Anthony (2001). The Epic History of Biology. Basic Books. sid. 70. ISBN 0-7382-0577-X